# Alf Teichs
Alf Teichs (* 18. Dezember 1904 in Dresden; † 14. Januar 1992 in Heidelberg) war ein deutscher Filmproduzent.

## Leben
Der Sohn des Studienrats Eugen Teichs und seiner Ehefrau Gertrud, geborene Fahnert, machte am König-Georg-Gymnasium in Dresden sein Abitur. Er nahm Schauspielunterricht bei Erich Ponto und studierte ab 1924 in Leipzig Germanistik, Kunstgeschichte und Philosophie. 1925 setzte er sein Studium in Freiburg, 1926 in Wien fort und beendete es 1928 in Leipzig. Am Alten Theater in Leipzig begann er als Regie- und Dramaturgieassistent zu arbeiten. 1928 wurde er Chef-Dramaturg und Schauspieler am Nationaltheater Weimar. Daneben war er Generalsekretär der Thüringischen Staatstheaters. 1929 gab er sein Debüt als Theaterregisseur am Kurtheater Bad Pyrmont mit der Aufführung von Iphigenie auf Tauris. 1930 heiratete er die Chemnitzer Druckereibesitzerstochter Maria Zimmermann.
1931 wurde sein Vertrag gekündigt. Teichs leitete nun die Thomas-Müntzer-Festspiele an der Freilichtbühne von Bad Frankenhausen und war in der Spielzeit 1931/32 Dramaturg an den Münchner Kammerspielen. 1932/33 arbeitete er als Regisseur in Potsdam und als Dramaturg am Theater am Schiffbauerdamm in Berlin.
1933 schrieb er die Erzählungen Der Heiligenmaler und Dalmatinische Novelle. 1934 wurde er Chefdramaturg in der Theaterabteilung des Berliner Drei-Masken-Verlages und betätigte sich als Übersetzer. Von seiner jüdischen Frau ließ er sich 1934 scheiden, lebte aber weiterhin mit ihr zusammen.
Teichs, der als Drehbuchautor und Regieassistent bereits früher Kontakte zur Filmwirtschaft hergestellt hatte, wurde 1935 zum Chefdramaturg der Terra Film AG verpflichtet. Teichs blieb bei der Terra, als sie 1937 unter dem Namen Terra-Filmkunst GmbH zur staatsmittelbaren Gesellschaft gemacht wurde.
Im November 1940 avancierte Teichs zum Produktionschef der Terra. Die Terra-Film produzierte unter Teichs Leitung vorwiegend typische Unterhaltungsfilme während der Zeit des Zweiten Weltkriegs. In dem 1950 erschienenen Kompilationsfilm Herrliche Zeiten sagte Teichs rückblickend, er wollte nie Filme machen, die diese Zeit verherrlicht hätten.
Im Sommer 1945 gründete er zusammen mit Werner Hochbaum und Graf Treuberg die Demo-Film GmbH Berlin und heiratete Maria Zimmermann zum zweiten Mal. Mit Heinz Rühmann gründete er 1947 die Comedia-Film GmbH in Berlin und München.
1952 wechselte er als Chefdramaturg zur Neue Film Verleih GmbH München, im Sommer 1955 zur Deutschen London Filmverleih GmbH nach Hamburg. 1956 heiratete er die Schauspielerin Katharina Mayberg. 1957 wurde er Produktionschef der Deutschen Film Hansa GmbH. Teichs produzierte vor allem Komödien und Heimatfilme, aber auch Werke, die sich mit der unmittelbaren deutschen Vergangenheit auseinandersetzten wie Es geschah am 20. Juli und Die Brücke.
Ab 1963 leitete Teichs den Aufbau der Abteilung Fernsehen bei der Deutschen Buchgemeinschaft Darmstadt. 1969 wurde er selbständiger Fernsehproduzent mit seiner Ursina Film- und Fernsehproduktion GmbH Hamburg. Ab 1975 arbeitete er als Herstellungsleiter der Albis Film- und Fernsehproduktion GmbH. 1979 erhielt er das Große Verdienstkreuz des Verdienstordens der Bundesrepublik Deutschland. 1981 erhielt er das Verdienstkreuz am Bande.

## Filmografie
- 1937: Der Berg ruft
- 1938: Liebesbriefe aus dem Engadin
- 1938: Fünf Millionen suchen einen Erben
- 1938: 13 Stühle
- 1939: Alarm auf Station III
- 1940: Kleider machen Leute
- 1940: Rosen in Tirol
- 1941: Blutsbrüderschaft
- 1941: Quax, der Bruchpilot
- 1941: Leichte Muse
- 1942: Der Seniorchef
- 1942: Dr. Crippen an Bord
- 1942: Himmelhunde
- 1942: Sein Sohn
- 1942: Der Strom
- 1943: Zirkus Renz
- 1943: Wenn die Sonne wieder scheint
- 1943/52: Moselfahrt mit Monika
- 1944: Seinerzeit zu meiner Zeit
- 1944/46: Die Fledermaus
- 1945: Befreite Musik
- 1948: Die kupferne Hochzeit
- 1948: Der Herr vom andern Stern
- 1948: Berliner Ballade
- 1949: Sechzehn gegen einen
- 1949: Das Geheimnis der roten Katze
- 1949: Martina
- 1949: Mordprozess Dr. Jordan
- 1949: Ich mach dich glücklich
- 1950: 0 Uhr 15 Zimmer 9
- 1950: Herrliche Zeiten
- 1954: Das fliegende Klassenzimmer
- 1955: Die Mädels vom Immenhof
- 1955: Es geschah am 20. Juli
- 1956: Teufel in Seide
- 1956: Waldwinter
- 1956: Wo der Wildbach rauscht
- 1956: Anastasia, die letzte Zarentochter
- 1956: Spion für Deutschland
- 1957: Der müde Theodor
- 1957: Witwer mit fünf Töchtern
- 1957: Haie und kleine Fische
- 1958: Grabenplatz 17
- 1958: Und abends in die Scala
- 1958: Immer die Radfahrer
- 1958: Nachtschwester Ingeborg
- 1958: Es geschah am hellichten Tag
- 1958: Vater, Mutter und neun Kinder
- 1958: Hunde, wollt ihr ewig leben
- 1959: Natürlich die Autofahrer
- 1959: Und ewig singen die Wälder
- 1959: Die Brücke
- 1959: Jons und Erdme
- 1959: Ich heirate Herrn Direktor
- 1960: Das kunstseidene Mädchen
- 1960: Kauf Dir einen bunten Luftballon
- 1960: Nacht fiel über Gotenhafen
- 1960: Der letzte Fußgänger
- 1960: Sabine und die 100 Männer
- 1960: Fabrik der Offiziere
- 1961: Der Teufel spielte Balalaika
- 1961: Die Ehe des Herrn Mississippi
- 1961: Frau Irene Besser
- 1961: Der Transport
- 1961: Das Wunder des Malachias
- 1961: Ruf der Wildgänse
- 1965: Das Feuerzeichen
- 1968: Pole Poppenspäler
- 1974: Ist Onkel Jack ein Konformist?
- 1976: Ein herrlicher Tag
- 1978: Der Schimmelreiter